# Androcymbium rechingeri
Androcymbium rechingeri ist eine Pflanzenart aus der Gattung Androcymbium in der Familie der Zeitlosengewächse (Colchicaceae).

## Merkmale
Androcymbium rechingeri ist ein ausdauernder Geophyt, der Wuchshöhen von 2 bis 7 Zentimeter erreicht. Die Blätter sind 20 bis 150 Millimeter groß und lineal bis lanzettlich geformt. Die 1 bis 6 Blüten sind 20 bis 25 Millimeter groß, weiß gefärbt und haben manchmal purpurne Streifen. Die Blütenblätter sind frei und spitz, oft ist der Nagel kaum länger als die Platte. Die Frucht ist verkehrtbirnenförmig, 6 bis 8 Millimeter groß und nur an der Spitze drüsig punktiert.
Die Blütezeit reicht von Dezember bis Januar.
Die Chromosomenzahl beträgt 2n = 18.

## Vorkommen
Androcymbium rechingeri ist auf Kreta im Regionalbezirk Chania endemisch. Die Art wächst auf Sandküsten an der Westküste in Höhenlagen von 0 bis 25 Meter.

## Namenserklärung
Die Art wurde 1967 von Werner Greuter zu Ehren des österreichischen Botanikers Karl Heinz Rechinger, Autor der Flora Aegaea und zahlreicher weiterer Arbeiten zur ägäischen Flora, benannt.

## Weblink
- Androcymbium rechingeri in der Roten Liste gefährdeter Arten der IUCN 2013.1. Eingestellt von: Delipetrou, P., 2011. Abgerufen am 10. Oktober 2013.